# Evan Jager
Evan Reese Jager (Algonquin, 8 de marzo de 1989) es un deportista estadounidense que compite en atletismo.
Participó en dos Juegos Olímpicos de Verano, obteniendo una medalla de plata en Río de Janeiro 2016, en la prueba de 3000 m obstáculos, y el sexto lugar en Londres 2012, en la misma prueba.
Ganó una medalla de bronce en el Campeonato Mundial de Atletismo de 2017, en los 3000 m obstáculos.

## Palmarés internacional
| Juegos Olímpicos   | Juegos Olímpicos        | Juegos Olímpicos  | Juegos Olímpicos  |
| Año                | Lugar                   | Medalla           | Prueba            |
| ------------------ | ----------------------- | ----------------- | ----------------- |
| 2016               | Río de Janeiro (Brasil) | Medalla de plata  | 3000 m obstáculos |
| Campeonato Mundial |                         |                   |                   |
| Año                | Lugar                   | Medalla           | Prueba            |
| 2017               | Londres (Reino Unido)   | Medalla de bronce | 3000 m obstáculos |